# キートンの大列車追跡
『キートンの大列車追跡（キートンのだいれっしゃついせき、英 : The General）』は、1926年にユナイテッド・アーティスツから公開されたサイレント喜劇の長編映画である。主演はバスター・キートン、監督はキートンとクライド・ブルックマン。別邦題に『キートン将軍』『キートンの大列車強盗』がある。
南北戦争中に起こった事件「グレイト・ロコモーティヴ・チェイス（アンドリュース攻撃）」を題材にした、ウィリアム・ピッテンガーの小説を原作とした映画である。
キートンは、本作を『海底王キートン』（1924年）と共に、自身の最高傑作と評している。
当時は批評家や観客からはあまり高い評価をされず興行的にも不振であり、キートンが自身の撮影所を手放してメトロ・ゴールドウィン・メイヤーと契約するきっかけになったが、後に再評価され、アメリカの映画の中でも偉大な作品とされている（「評価」参照）。
また後年、カール・デイヴィスや久石譲などが音楽を担当したバージョンがリリースされている。

## あらすじ
時は1861年。ウェスタン&アトランティック鉄道に勤務する機関士、ジョニー・グレイは、人生の中で愛するものが二つあった。自分の運転する蒸気機関車「将軍号」と、彼のガールフレンドであるアナベル・リーだ。彼はマリエッタ駅に着くと、すぐにアナベルの家に向かう。ジョニーがアナベルの家にいると、アナベルの兄が家に帰って来て、南北戦争の開戦のニュースを告げる。アナベルの兄と父が直ちに軍への入隊を志願したため、ジョニーもアナベルの手前志願するが、受付は機関士として貢献してもらった方が良いとの判断でジョニーの入隊を拒否する。ジョニーには理由を告げられなかったため、事情を知らないアナベルの兄と父から侮蔑され、アナベルからも交際を拒絶されてしまう。
1年後、チャタヌーガのすぐ北に陣を張っていた北軍のサッチャー将軍とアンダーソン大尉は、南部に潜入してビッグシャンティで列車を奪い北進、途中で橋を破壊して南軍の補給を経ちながら帰還する計画を立てる。作戦実行の日、ジョニーはアナベルの乗った「将軍号」を運転していた。ビッグシャンティで停車していた「将軍号」は潜入した北軍兵たちに奪われ、偶然「将軍号」に乗っていたアナベルは北軍兵たちに拉致されてしまう。ジョニーは、アナベルが拉致されたことは知らないまま「将軍号」を追跡する。ビッグシャンティからの緊急連絡の電信は北軍兵に断線されて通信不能になる。途中のキングストンでジョニーは駐屯中の南軍に通報、兵たちを乗せた列車を運転して追跡しようとする。しかし機関車が兵たちを載せた車両と連結されておらず、兵たちは置き去りでジョニーはそれにも気づかず、一路「将軍号」を追う。「将軍号」に乗る北軍兵も追跡に気づき、両者の攻防が始まる。

## キャスト
- ジョニー・グレイ…バスター・キートン
- アナベル・リー…マリオン・マック
- アンダーソン大尉…グレン・キャベンダー
- サッチャー将軍…ジム・ファーリー
- 南軍の将軍…フレデリック・ブルーム
- アナベルの父…チャールズ・スミス
- アナベルの兄…フランク・バーンズ
- 北軍の将軍…ジョー・キートン、マイク・ドンリン、トム・ナウン

## 製作
キートンは撮影にあたって、上記の「アンドリュース攻撃」の際に北軍に奪取された蒸気機関車で、映画製作当時はテネシー州チャタヌーガの鉄道駅に保存され展示されていた本物の「将軍号」を動かして使いたいと考えたが、所有者に拒否された。また南北戦争時代のジョージア州を表現するには南部のロケ地が大きく変化していたため、より適切な場所としてオレゴン州ウィラメットバレーの小さな町コテージグローブが選ばれた。2台の機関車、鉄道車両、大砲、1,000着以上の衣装、その他の機材を運び、1926年の夏にクルーと共に滞在した。地元住民がエキストラとして採用され、オレゴン州の500人の州兵が戦闘シーンのために南軍の灰色または北軍の青色の服を着用して参加した。

## 評価
1967年、カナダ、オタワの映画保存協会が世界40か国の批評家のアンケートにより選出した「映画史上のコメディ・ベスト10」では第2位に選ばれた。また、1989年にはアメリカ国立フィルム登録簿に登録された。
オーソン・ウェルズは本作を「史上最高のコメディ、史上最高の南北戦争映画、そしておそらく史上最高の映画」と評した。

### ランキング
- 1967年 「映画史上のコメディ・ベスト10」第2位（カナダ、オッタワの映画保存協会が世界40か国の批評家のアンケートにより選出。）[12]
- 「映画史上最高の作品ベストテン」（英国映画協会『Sight&Sound』誌発表、10年毎に選出）
  - 1962年 「映画批評家が選ぶベストテン」第20位[13]
  - 1972年 「映画批評家が選ぶベストテン」第8位[14]
  - 1982年 「映画批評家が選ぶベストテン」第10位[15]
  - 2012年 「映画監督が選ぶベストテン」第75位[16]
  - 2022年 「映画批評家が選ぶベストテン」第95位[17]
- 「AFIアメリカ映画100年シリーズ」
  - 2000年 「コメディ映画ベスト100」第18位
  - 2007年 「アメリカ映画ベスト100（10周年エディション）」第18位
- 2000年 「20世紀の映画リスト」（米『ヴィレッジ・ヴォイス』紙発表）第32位[18]
- 2008年 「史上最高の映画100本」（仏『カイエ・デュ・シネマ』誌発表）第18位[19]
- 2017年 「史上最高のコメディ映画トップ100」（英BBC発表）第10位[20]
- 2018年 「史上最高のコメディー映画ベスト100」（米『ペースト』発表）14位[21]
- 2022年 「史上最高のコメディー映画ベスト100」（英『タイムアウト』誌発表）第36位[22]
- 2022年 「史上最高の映画100」（米『バラエティ』誌発表）第52位[23]